# Вукович, Йосип
Йо́сип Ву́кович (сербохорв. Josip Vuković / Јосип Вуковић; род. 2 мая 1992, Сплит) — хорватский футболист, полузащитник турецкого клуба «Пендикспор».

## Биография
Йосип родился в Хорватии. Начал свою карьеру в хорватской лиге в клубе «Хайдук» (Сплит), затем перебрался в клуб «Витез» из Боснии и Герцеговины. В марте 2018 года подписал контракт с клубом «Олимпик» (Донецк).